# Exposició Universal d'Osaka (1970)
L'Exposició Universal d'Osaka de 1970 va ser una exposició universal celebrada a Suita, a la prefectura d'Osaka, al Japó, entre el 15 de març i el 13 de setembre de 1970. Va ser la primera fira mundial celebrada al Japó.

## Història
L'exposició universal va ser dissenyada per l'arquitecte japonès Kenzō Tange, assistit per 12 arquitectes japonesos més. Va atraure l'atenció internacional pel fet d'incorporar obres d'art i dissenys inusuals d'artistes d'avantguarda japonesos al pla general i als pavellons individuals nacionals i corporatius. La més famosa d'aquestes obres d'art és l'emblemàtica Torre del Sol de l'artista Tarō Okamoto, que encara avui es conserva al seu lloc.
Osaka va ser escollida com a emplaçament per a l'exposició universal de 1970 pel Bureau International des Expositions el 1965. El tema principal escollit va se el «progrés i harmonia per a la humanitat». Tange va convidar 12 arquitectes més per a dilucidar el disseny dels elements del pla director. Aquests arquitectes van ser: Arata Isozaki per a les instal·lacions mecàniques, elèctriques i electròniques del Festival Plaza i Kiyonori Kikutake per a la Torre Landmark. Tange va imaginar que l'exposició per al futur seria com una ciutat aèria i va demanar a Fumihiko Maki, Noboru Kawazoe, Koji Kamiya i Noriaki Kurokawa que la dissenyessin. L'Espai Temàtic també va estar puntejat per tres torres: la Torre del Sol, la Torre de la Maternitat i la Torre de la Joventut.
Setanta-set països van participar en l'esdeveniment, i en sis mesos va assolir el nombre 64.218.770 visitants, convertint l'Exposició Universal d'Osaka de 1970 en una de les exposicions més grans i amb més assistència de la història. Va mantenir el rècord de visitants fins que va ser superat per l'Exposició Universal de Xangai (2010).
Un dels aspectes més populars de la fira va ser una gran roca lunar exposada al pavelló dels Estats Units d'Amèrica que l'any 1969 els astronautes de l'Apollo 12 havien portat de la Lluna. L'Expo '70 també va presenciar l'estrena de la primera pel·lícula IMAX, Tiger Child, produïda al Canadà per al pavelló del Grup Fuji. L'exposició universal també va comptar amb les primeres demostracions de sushi en una cinta transportadora, i els primers telèfons mòbils, xarxes d'àrea local i tecnologia de Tren Maglev.
L'emplaçament de l'exposició universal és ara el parc de commemoració de l'Expo. Gairebé tots els pavellons han estat enderrocats, però queden alguns monuments commemoratius, inclòs part del sostre de la plaça del Festival dissenyat per Tange. La més famosa de les obres encara intactes és la Torre del Sol. L'antic pavelló del museu d'art internacional dissenyat per Kiyoshi Kawasaki es va utilitzar com a edifici del Museu Nacional d'Art d'Osaka fins al març de 2004 que el museu es va traslladar al centre d'Osaka.
A més, hi ha una càpsula del temps que es deixarà durant 5.000 anys i s'obrirà l'any 6970. La càpsula va ser donada per The Mainichi Newspapers Co. i Matsushita Electric Industrial Co.
Part del parc de commemoració de l'Expo és ara ExpoCity, un centre comercial que inclou la roda d'Osaka Redhorse. Osaka va participar amb èxit a l'Expo 2025 juntament amb Iekaterinburg i Bakú. No obstant això, la fira mundial no va reutilitzar l'espai del parc, sinó que s'acollirà a l'illa de Yumeshima a Konohana, al passeig marítim de la badia d'Osaka.